# Камдем Камдем, Эрик
Эрик Камдем Камдем (фр. Eric Kamdem Kamdem; 24 февраля 1983, Буэа, Камерун — 8 августа 2009, Абонг-Айос, Камерун) — камерунский футболист, защитник.

## Биография

### Клубная карьера
В 2003 году выступал за камерунскую команду «Браери». После играл в таиландском «Теро Сасана», полгода отыграл в кипрском АПЕПе и после за «Фову Бахам» из Камеруна. Зимой 2006 года перешёл в махачкалинский «Анжи», клуб выступал в Первом дивизионе России. В Первом дивизионе провёл 33 матча. Когда у него закончился контракт с «Анжи» он ездил на просмотр в швейцарский «Базель» и французский «Осер», также к нему проявлял интерес екатеринбургский «Урал». Но Эрик перешёл в минское «Динамо». В команде провёл 10 матчей. После играл за «Гомель», в команде провёл всего 2 матча, по итогам сезона 2007 «Гомель» стал серебряным призёром чемпионата Белоруссии.
В зимнее межсезонье 2007/08 Камдем Камдем был отдан в аренду мариупольскому «Ильичёвцу». В команде дебютировал 18 марта 2008 года в матче против «Феникса-Ильичёвца» (1:2). По итогам сезона «Ильичёвец» выиграл Первую лигу и вышел в Премьер-лигу. Летом 2008 года стал игроком «Ильичёвца». В Премьер-лиге дебютировал 19 июля 2008 года в матче против киевского «Динамо» (2:0), Камдем вышел на 84 минуте вместо Александра Сытника. В команде стал любимцем местных фанатов, которые его называли Максимка.

### Карьера в сборной
Выступал за молодёжную сборную Камеруна до 21 года, где провёл 10 матчей.

## Смерть
8 августа 2009 года он погиб в автомобильной аварии в камерунском городе Абонг-Айос, где находился на отдыхе со своей невестой во время отпуска.

## Достижения
- Серебряный призёр чемпионата Белоруссии (1): 2007
- Победитель Первой лиги Украины (1): 2007/08

## Личная жизнь
По состоянию на 2007 год родители жили в Яунде, брат работал в итальянском Кальяри, сестра училась в Монако.